# Chris van der Drift

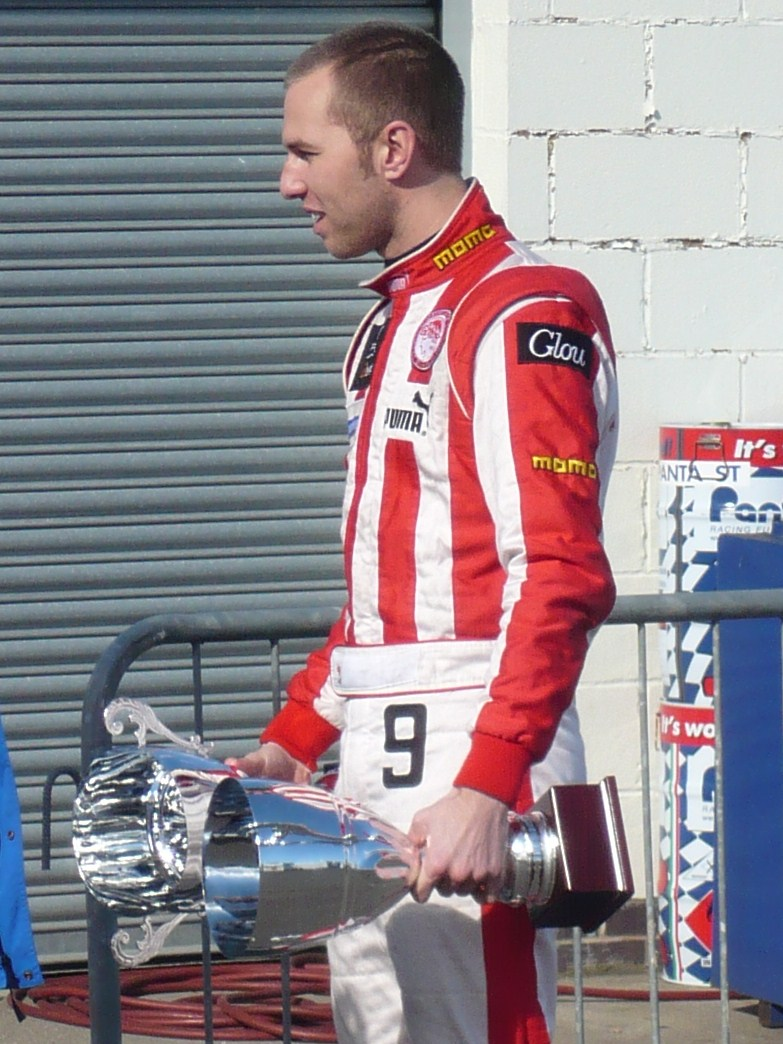
Chris van der Drift, 2010

Christopher Jason „Chris“ van der Drift (* 8. März 1986 in Hamilton, Neuseeland) ist ein neuseeländisch-niederländischer Rennfahrer. Er tritt mit einer neuseeländischen Rennlizenz an. Er wurde 2008 Meister der internationalen Formel Master. 2010 und 2011 startete er in der Superleague Formula. 2015 wurde er Meister im Porsche Carrera Cup Asia.

## Karriere
Mit sieben Jahren begann van der Drift 1994 seine Motorsportkarriere im Kartsport, in dem er bis 2003 aktiv war. 2004 wechselte er zum Team Rosberg in die deutsche Formel BMW und wurde dort Vierter der Gesamtwertung. 2005 blieb van der Drift beim Team Rosberg in dieser Serie und wurde mit einem Sieg erneut Vierter der Gesamtwertung. 2006 war van der Drift in mehreren Rennserien aktiv und wurde sowohl Vizemeister des Formel Renault 2.0 Eurocups, in dem er zwei Rennen gewann, als auch Vizemeister der nordeuropäischen Formel Renault. Ein Jahr später startete van der Drift in der neugegründeten Internationalen Formel Master und holte sich mit zwei Siegen den Vizemeister hinter Jérôme D’Ambrosio. 2008 blieb van der Drift in der Internationalen Formel Master. In beiden Saisons fuhr er für JD Motorsport. Van der Drift entschied in der Saison sechs Rennen für sich und stand schon ein Rennwochenende vor Schluss als Meister fest.
In der GP2-Asia-Serie-Saison 2008/2009 startete van der Drift für Trident Racing. Obwohl er nach zwei Rennwochenenden auf Platz acht der Gesamtwertung lag, wurde er durch Adrián Vallés ersetzt. Nachdem er an vier Rennen der A1GP-Saison 2008/2009 teilgenommen hatte, fuhr van der Drift 2009 für Epsilon Euskadi in der Formel Renault 3.5. Mit einem dritten Platz als bestes Ergebnis belegte er am Saisonende den elften Gesamtrang. Für die Saison 2010 wechselte van der Drift in die Superleague Formula und startete zunächst für das von GU-Racing International betreute Team von Olympiakos Piräus. Im zweiten Rennen in Brands Hatch hatte van der Drift einen schweren Unfall. Kurz vor Rennende kam es zu einem Duell zwischen ihm und Julien Jousse. Beim Versuch ihn zu überholen, traf er mit seinem linken Vorderrad das rechte Hinterrad des Gegners. Van der Drift stieg in die Luft und sein Wagen zerschellte an einem Brückenpfeiler ausgangs der Surtees-Kurve. Der Wagen fing kurzzeitig Feuer und schleuderte über die Strecke. Bis auf das Monocoque wurde der Wagen in alle Einzelteile zerlegt. Das Rennen wurde unmittelbar nach dem Unfall abgebrochen. Van der Drift kam mit einem gebrochenen Knöchel und Verletzungen an Schulter und einer Hand in ein Krankenhaus. Er behielt die gesamte Zeit das Bewusstsein. Infolgedessen musste er für mehrere Rennen pausieren und kehrte erst zum Saisonfinale zurück. Allerdings trat er bei dieser Veranstaltung für ein anderes Team an. Van der Drift gewann in der Saison vier Rennen.
2011 kehrte van der Drift zunächst in die Formel Renault 3.5 zurück und startete für Mofaz Racing. Nach den ersten vier Rennwochenenden musste er sein Cockpit abgeben, da er das Budget nicht weiter aufbringen konnte. Am Saisonende belegte er mit einem dritten Platz als bestes Resultat den neunten Gesamtrang. Anschließend kehrte er in die Superleague Formula zurück und nahm an einer von zwei Veranstaltungen teil. Dabei war ein vierter Platz sein bestes Resultat. 2012 ging van der Drift für Manor MP Motorsport in der Auto GP World Series an den Start. Zum letzten Saisonrennen trat er nicht an. Mit einem Sieg schloss er die Saison auf dem vierten Rang ab und setzte sich damit intern gegen Daniël de Jong, der Fünfter wurde, durch. Darüber hinaus machte van der Drift abseits des Formelsports in GT-/Tourenwagenrennserien Erfahrungen. Er nahm an je vier Rennen der italienischen GT-Meisterschaft und der V8SuperTourer teil. 2013 startete er in der International GT Open und wurde mit einem Sieg und drei Poles Gesamtachter. 2014 blieb er im GT Sport und ging in der Blancpain Sprint Series sowie der Blancpain Endurance Series - Pro Am teil, blieb jedoch ohne größere Erfolge. Zudem testete er in Australien ein V8 Supercar. Im Jahr 2015 wurde er auf Anhieb Champion in der Asiatischen Serie des Porsche Carrera Cups und nahm an einem Event der Brasilianischen Stock Car Serie teil. Zudem fuhr er die 12 Stunden von Bathurst. 2016 startete er für ein Rennen in der deutschen GT Masters und ging in der V8 Supercars Serie im Enduro Cup an den Start. Parallel fuhr er ein Rennen im Porsche Carrera Cup Asia (Pole + Sieg) und erneut die 12h von Bathurst. 2017 wurde er Gesamtzweiter in der China GT Serie in der GT3 Kategorie und geht im Porsche Carrera Cup Asia an den Start. Van der Drift arbeitete zudem als Coach für junge Fahrer in diversen Serien.

## Statistik

### Karrierestationen
| - 1994–2003: Kartsport - 2004: Deutsche Formel BMW (Platz 4) - 2005: Deutsche Formel BMW (Platz 4) - 2006: Toyota Racing Series (Platz 28) - 2006: Formel Renault 2.0 Eurocup (Platz 2) - 2006: Nordeuropäische Formel Renault (Platz 2) - 2007: Internationale Formel Master (Platz 2) - 2008: Internationale Formel Master (Meister) | - 2009: GP2-Asia-Serie (Platz 18) - 2009: A1GP - 2009: Formel Renault 3.5 (Platz 11) - 2010: Superleague Formula - 2011: Formel Renault 3.5 (Platz 12) - 2011: Superleague Formula - 2012: Auto GP (Platz 4) - 2012: V8SuperTourer | - 2012: Italienische GT-Meisterschaft, GT3 - 2013: International GT Open - 2014: Blancpain Sprint Series - 2014: Blancpain Endurance Series - Pro Am - 2015: Porsche Carrera Cup Asia (Meister) - 2016: V8 Supercars Enduro Cup - 2017: China GT (GT3) (Platz 2) - 2017: Porsche Carrera Cup Asia |